# Nuun Ujol Chaak
Nuun Ujol Chaak, còn được gọi là Nun Bak Chak (?—679) là một nhà vua Maya ở thành phố Tikal. Ông lên ngôi trước năm 648 và làm vua cho đến khi ông mất.